# اوجی‌کی-۲
اوجی‌کی-۲ (به انگلیسی: OGK-2) شرکت تولید برق روسی است، که اکثریت سهام این شرکت متعلق به گروه گازپروم می‌باشد. در سال ۲۰۰۷ ظرفیت تولید نیروگاه‌های شرکت اوجی‌کی-۲ به‌طور متوسط ۴۸ تراوات ساعت برآورد شده است.